# Francis Meadow Sutcliffe
Francis Meadow Sutcliffe (Leeds, 6 ottobre 1853 – 31 maggio 1941) è stato un fotografo britannico.

## Biografia

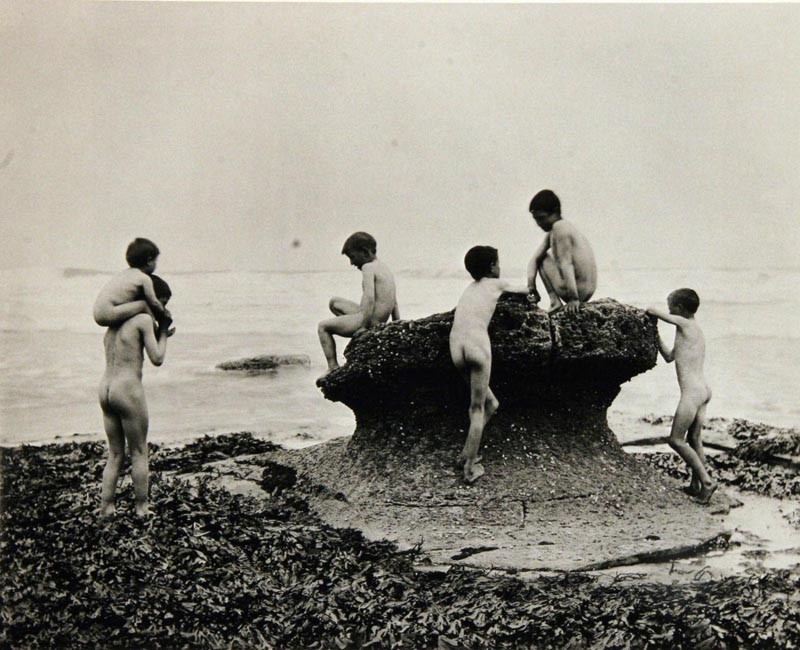
Sea Urchins, Saltwick

Figlio di un pittore di paesaggi, intraprese la carriera di fotografo (all'epoca era una tecnica ancora giovane e sperimentale, essendo stata inventata ufficialmente nel 1839). Nel 1870, si trasferì nella cittadina di Whitby, che col suo piccolo porto si affaccia sulla costa dello Yorkshire, e qui aprì uno studio fotografico. Durante questo periodo fece varie fotografie del Lake District (Distretto dei laghi) quando il fotografo Francis Frith, allora a capo di una ditta fotografica che pubblicava immagini di spunto locale, lo assunse per fotografare il North Riding.
Fu uno degli esponenti di punta di quella corrente chiamata "fotografia pittorica". Sutcliffe smise di fotografare nel 1922 e divenne curatore del Circolo letterati e filosofi di Whitby, carica che egli tenne fino alla propria morte nel 1941.